# Lepényhalalakúak
A lepényhalalakúak (Pleuronectiformes) a csontos halak (Osteichthyes) főosztályába és a sugarasúszójú halak (Actinopterygii) osztályába tartozó rend.

## Megjelenésük, felépítésük
Testük oldalról erősen lapos. Koponyájuk úgy csavarodik el, hogy mindkét szemük az egykori jobb, illetve a bal (jelenleg: fölső) oldalra, egymás mellé kerül, amiért gyakran vak-, illetve szemes oldalukról beszélünk. E két oldal színezete és pikkelyei is másfélék: a vakoldal színtelen, a fénynek kitett szemes oldal ellenben változatos színű, sőt, a meleg égövi fajoké egyenesen díszes rajzolatú. 
A szemes oldal úszói nagyobbak, és ennek az oldalnak a váza is fejlettebb. A gerinc vonalában elhelyezkedő három páratlan úszó megváltozott testtartásuk miatt vízszintes helyzetbe kerül, a heverésző halon a fenékhez simul. A kopoltyúkosárban rendesen hét sugarat találunk.
Fogazatuk különböző, de rendesen nagy vagy sörte alakú fogakból áll. 
Hasüregük igen szűk, de az ivarérett állatokban egészen a faroktájékig terjeszkedik, mivel ivarmirigyek terjedelmesebbek a halaknál megszokottnál. Úszóhólyagjuk nincs.

## Életmódjuk, élőhelyük
Fenéklakók.

## Rendszerezésük
A rendbe az alábbi alrendek és családok tartoznak.
- Pleuronectoidei - 8 család
  - Achiropsettidae
  - Rombuszhalfélék (Bothidae)
  - Citharidae
  - Paralichthyidae
  - Lepényhalfélék (Pleuronectidae)
  - Samaridae
  - Scophthalmidae

- Psettodoidei - 1 család
  - Psettodidae
- Soleoidei - 3 család
  - Achiridae
  - Cynoglossidae
  - Nyelvhalfélék (Soleidae)